# Amelora milvaria
Amelora milvaria là một loài bướm đêm trong họ Geometridae.